# Колонія (Румунія)
Колонія (рум. Colonia) — село у повіті Клуж в Румунії. Входить до складу комуни Трітеній-де-Жос.
Село розташоване на відстані 291 км на північний захід від Бухареста, 34 км на південний схід від Клуж-Напоки.

## Населення
За даними перепису населення 2002 року у селі проживали 478 осіб.
Національний склад населення села:
| Національність | Кількість осіб | Відсоток |
| -------------- | -------------- | -------- |
| угорці         | 344            | 72,0%    |
| румуни         | 133            | 27,8%    |

Рідною мовою назвали:
| Мова      | Кількість осіб | Відсоток |
| --------- | -------------- | -------- |
| угорська  | 344            | 72,0%    |
| румунська | 133            | 27,8%    |